# 梧桐國際
梧桐國際發展有限公司，簡稱梧桐國際發展和梧桐國際（英語：Planetree INTERNATIONAL Development LIMITED，港交所：0613），於1985年由張松橋（主席）創立，當時名為「中渝實業有限公司」和「渝港國際有限公司」。
總裁為袁永誠，現時業務在香港和中國經營財務投資、貿易、物業投資、物業管理及交通基建投資，包括持有中渝置地控股有限公司、渝太地產集團有限公司、港通控股有限公司等。
現時總部位於香港北角馬寶道28號華滙中心8樓。

## 外部連結
- Planetreeintl.com （页面存档备份，存于）